# Ривель, Кирилл Игоревич
Кири́лл И́горевич Риве́ль (28 октября 1948, Москва, СССР — 1 сентября 2023, Санкт-Петербург, Россия) — советский и российский поэт, автор и исполнитель песен. Писал песни на свои стихи. Жил и работал в Санкт-Петербурге.

## Биография

### Детство и юность
Кирилл Игоревич Ривель родился в Москве на Арбате.
Детство провёл в Крыму в Ялте, в семье прадеда — участника Великой войны, тяжело раненого в Луцком (Брусиловском) прорыве. В Гражданской войне прадед-инвалид Кирилла Игоревича не участвовал ни на стороне белых, ни на стороне большевиков. Тем не менее воспоминания прадеда-очевидца трагических событий 1917—1921 годов в Крыму нашли своё отражение в творчестве его правнука.
В Крыму похоронены 7 поколений предков Кирилла Игоревича. Здесь поэт окончил 3 класса начальной школы и прожил в общем 8 лет жизни. Учиться начал в 1-й ялтинской школе имени Чехова.
К 10 годам вернулся в Москву. Продолжил учёбу в 112-й московской школе на Большом Козихинском, потом в 34-м интернате на Онежской.
Учился в Москве во Всесоюзном юридическом заочном институте (ВЮЗИ; ныне Московская государственная юридическая академия, МГЮА).
Служба Кирилла Ривеля в армии прошла в Уссурийске.
В 25 лет женился на ленинградке и переехал (в 1974 году) в Ленинград.
Ходил на ледоколе «Иван Крузенштерн», в 80-х руководил Клубом военно-патриотической песни Матросского клуба Ленинградской военно-морской базы.
Играл на шестиструнной гитаре.

## Творчество

### Начало творчества
Первая песня («Вперёд, бородатые мальчики…») Кириллом Ривелем была написана в 1967 году по прочтении и по мотивам мемуаров гросс-адмирала К. Дёница.

### Премии и награды
Лауреат конкурсов «Весенняя капель» (Ленинград, 1986, 1987), Второго Всесоюзного фестиваля народного творчества (1987), участник Всесоюзных творческих мастерских в Сосновом Бору Ленинградской области, других фестивалей и конкурсов. Были отмечены песни «Календарь», «Дуга Большого Круга», «За бортом вода журчит…» и др.
Вышли две книги стихов Кирилла Ривеля «Белый ветер» и «Где брат твой…», три аудиоальбома. Публикует стихи в толстых журналах, выступает с творческими вечерами по стране и в Европе.
В 1987 году тарифицирован Ленконцертом как автор-исполнитель.
Пишет песни на свои стихи. Исключение — всего две песни: «Песнь о Диего Вальдесе» (1970 на слова Р. Киплинга) и «Кладбище под Парижем» (1985 на слова Р. Рождественского («Капель-1985», СПб — Приз зрительских симпатий).
Член КСП «Меридиан» с 1984 года. Близок к бардовским кругам. Кирилл Ривель сотрудничал с радио «АЛА», ленинградскими (петербургскими) и другими радиостанциями и телевидением. Стихи публиковались в журналах «Нева», «Звезда», в сборниках, альманахах, периодике. В 2003 году записан и издан альбом — «Знакомый с детства ля-минор» (дворовые, одесские и песни-размышления в жанре «русский шансон»).

## Отзывы на творчество
Поэт и исполнитель А. А. Дольский говорит о творчестве К. И. Ривеля:
Кирилл Ривель строит себе университет с изучением только одного предмета — судьбы России и личности в уходящем ХХ-м веке… Нужно очень любить Россию, жалеть её и мучиться её злодействами, чтобы думать и писать только о Ней и о себе в её чреве…

Большинство людей идёт в сторону предначертанных забот о хлебе насущном и видит затылки друг друга. Поэт же идёт нам навстречу и смотрит нам в лица, узнавая в каждом себя, тепло и горько сочувствуя нам в нашей российской судьбе…
Сергей Зирин пишет:
Кирилл Игоревич Ривель — это поразительное и яркое для меня явление нашего времени. Именно явление. Творчеством, которого нужно гордиться, слушать его песни и не только пытаться осмысливать через его проникновенные строки, кровоточащие Гражданской войной, самые трагические страницы истории нашего Отечества, но и пытаться всеми силами спасти и сохранить, хотя бы Островки той безвозвратно потерянной (уничтоженной и взорванной) страны, величественное имя которой было РОССИЯ!
Благословляя поэта, Иеромонах РПЦЗ Варсонофий дает такой отзыв на вышедший в 2007 году альбом о Гражданской войне «Я душу сжёг…»:
С радостью узнал о скором выходе нового альбома песен петербургского поэта и автора-исполнителя Кирилла Ривеля. Его стихи и песни наполнены имперским духом, любовью к Исторической России и болью за неё. 
 
И очень знаменательно, что в название своего альбома автор вынес пронзительные слова одной из своих песен «Я душу сжег…»: песни, действительно, жгут душу и рвут её, особенно в авторском исполнении. В них слышны полковые оркестры, топот кавалерийской лавы, орудийные раскаты, перестук пулеметов, залпы ночных расстрелов и фырканье усталых коней на кровавых дорогах Гражданской войны. 
 
Стихи и песни поэта направлены к тем, кому дорога Историческая Россия, кто любит Её, и Её лучших сынов — Белых воинов, боровшихся за нашу Россию и явивших невозмутимую выдержку в исполнении своего высокого патриотического долга, запечатлевшегося в них с суворовской доблестью и скобелевской отвагой. 
 
Поэт пишет о тех, чья жизнь проходила в условиях сплошного подвига, за кем осталось их незапятнанное прошлое и беспредельная любовь к Родине. 
 
Все это мы услышим в новом альбоме Кирилла Игоревича, обо все, что пишет поэт о Белых воинах — соделывает слушателя таким же сыном своего Отечества.

## Работы К. Ривеля
В 1997 году в Петербурге вышел сборник стихов «Белый ветер».
В 1998 году — двойной аудиоальбом «Отечество» (I, II).
В 2000 году — переиздан Артелью «Восточный ветер» (Москва) под названиями «Время вороненое» и «Четыре сбоку — ваших нет».
В 2002 году — Книга стихов и песен «Где брат твой…».
После инфаркта в Москве (2002) написаны новые циклы стихов, в том числе «Паризиада».
В 2003 году записан и издан к/диск «Шторма горизонты качают…(1)» (песни парусные и пиратские).
В 2003 году записан и издан альбом — «Знакомый с детства ля-минор» (1) (дворовые, одесские и песни-размышления на темы «Русского шансона»).
В 2005 году два вышеуказанных альбома переизданы.
В 2005 — записан и издан компакт-диск «Белый ветер».
В 2006 году записан альбом к 100-летию Российского подводного флота, где исполнителем и автором музыки нескольких песен выступил Алексей Ривель.
В 2007 году записан и издан большой (24 трека) аудио-альбом «Я душу сжёг…», посвящённый Гражданской войне и Белому движению. В состав альбома вошли песни, посвящённые памяти таких вождей Белого движения как Верховный правитель и Верховный главнокомандующий адмирал А. В. Колчак, Главнокомандующий Добровольческой армии генерал Л. Г. Корнилов, песни памяти участников Ледяного похода, памяти воинов-корниловцев.

### Изданы
- Два сборника стихов и песен (1997 и 2002)
- Двойные альбомы на аудио кассетах (1997), переизданы (2000)
- Шесть альбомов на компакт-дисках (2002—2008), некоторые переизданы.

### Стихи в циклах
- «Белый ветер»
- Стихи и тексты песен (Гражданская война и Белое движение)
- Морская страница (Mp3 и тексты всех морских песен)
- ВМФ-песни, в том числе — Подводные
- Пиратские
- Парусные (барк «Седов»)
- О Москве
- О Петербурге
- О Крыме и Ялте
- «Паризиада»
- Европа, Христианство, Духовно-рыцарские ордена

### Публикации
Книги и статьи:
- «Белый ветер» 1997
- «Где брат твой…» 2002
- «Люби, не люби…» 2007
- «Те, кто ходит в море» — журнал
- «Капитан-Клуб» СПб, 2000 (№ 4,5)
- «В дальнем синем море» — статья в журнале «Капитан-клуб» — СПб, 2000
- СПБ-Париж-Гавр-Гибралтар-Ла Гулетт-Бизерта-Брест (Фр.)-Росток
- Путевые заметки похода барка «Седов» в Бизерту в 1999 в рамках программы «Морская слава России».
- К 75-летию спуска Андреевских флагов на кораблях Черноморского флота, ушедших из Севастополя в ноябре 1920 года.

### Аудио-альбомы
Кассеты:
- «Отечество-1» 1997
- «Отечество-2» 1997, СПб.

Переизданы в 2000 году под названиями:
- «Время вороненое» и «Четыре с боку — ваших нет…», Москва, «Восточный ветер».

Компакт-диски:
- «Шторма горизонты качают…» (песни парусные и пиратские) 2003 и 2005, СПб
- Шторма горизонты качают… (2)" (ВМФ, к 100-летию ПФ России) и ВОВ — 2006
- «Белый ветер» — 2005, СПб
- «Я душу сжег…» — Издан в 2007, СПб
- «Знакомый с детства ля-минор…» — 2003 и 2005
- «Где брат твой…» (Пепел) 2001 — Реставрирован

### Видео и фото
Видео:
- Морская тема на видео (борт барка «Седов» и песни на морские темы)
- Тема Гражданской войны и Белого Движения
- Авторская песня
- Ролики и слайд-шоу мероприятий
- ксп «Восток», СПб
- Видео с концертов
- События и творческие встречи
- Шансон-дворовые-Одесса
- Архивные
- Разное

Фото:
- Барк «Седов»
- Альбом публикаций